# Гарцула Володимир Іванович
Володи́мир Іва́нович Гарцу́ла (нар. 25 квітня 1959, село Вуйковичі, Мостиський район, Львівська область) — Почесний консул Латвійської Республіки у місті Львів, український підприємець, заслужений працівник промисловості України.

## Освіта
1966—1976 рр. — Середня школа м. Судова Вишня, Мостиський район, Львівська область
1976—1981 рр. — Львівський державний університет ім. Івана Франка, фізичний факультет, спеціальність «Радіофізика і електроніка».

## Місця роботи
1981—1982 рр. — Старший лаборант кафедри фізики напівпровідників Львівського державного університету ім. Івана Франка
1982—1989 рр. — Інструктор, зав. відділом Львівського міського комітету ЛКСМУ, перший секретар Шевченківського районного Комітету ЛКСМУ
1989—1994 рр. — Директор фірми «Інтеграл»
1994—2010 рр. — Генеральний директор групи компаній ВЕЕМ
2010—2012 рр. — Генеральний директор ТзОВ «Фабрика меблів ВЕЕМ»
2012—2020 рр. — Генеральний директор ПП «ВЕЕМ»
2005 — дотепер — Почесний консул Латвійської Республіки у м. Львові

## Нагороди
- Латвійський орден «Хрест Визнання» за вклад у розвиток українсько-латвійських відносин[4]
- Почесна грамота Кабінету міністрів України за активну участь у громадській діяльності
- Звання «Заслужений працівник промисловості України» за вклад у розвиток підприємництва (указ Президента від 19 серпня 2008 року № 726)[2]
- Почесна відзнака Львівського обласного об'єднання організацій роботодавців «За заслуги»
- Відзнака МВС України «За сприяння Органам внутрішніх справ України».

## Громадська діяльність
Гарцула В. І. приймає активну участь у громадському житті Львова та Львівської області. Неодноразово обирався заступником Голови Львівського обласного об'єднання організацій роботодавців і Об'єднання підприємницьких організацій Львівщини, членом громадської ради при Львівській обласній державній адміністрації і координаційно-дорадчої ради з питань підприємництва при Львівській обласній державній адміністрації.

## Сім'я
Розлучений, має трьох синів (1998, 2009, 2014 року народження).